# Makenai Kokoro
 (mars 2023).
Si vous disposez d'ouvrages ou d'articles de référence ou si vous connaissez des sites web de qualité traitant du thème abordé ici, merci de compléter l'article en donnant les références utiles à sa vérifiabilité et en les liant à la section « Notes et références ».
Singles de AAA
Aitai Riyuu / Dream After Dream ~Yume Kara Sameta Yume~
(2010) Paradise / Endless Fighters
(2010)
Makenai Kokoro est le 25e single du groupe AAA sorti sous le label Avex Trax le 18 août 2010 au Japon. Il atteint la 3e place du classement de l'Oricon. Il se vend à 45 992 exemplaires la première semaine et reste classé huit semaines, pour un total de 57 707 exemplaires vendus. Il sort en format CD et CD+DVD.
WOW WAR TONIGHT ~Toki ni wa Okose yo Movement~ est une reprise du groupe H Jungle with t; et Makenai Kokoro a été utilisé comme thème musical pour le drama Gakeppuchi no Eri.
Makenai Kokoro est présente sur le mini-album "Buzz Communication" Pre-Release Special Mini Album et sur l'album Buzz Communication où se trouve aussi Day by day et WOW WAR TONIGHT ~Toki ni wa Okose yo Movement~.

## Liste des titres
| 1. | Makenai Kokoro (負けない心)                                                                                           | Kenn Kato      | Tetsuya Komuro | 4:24 |
| 2. | Day by day | Tetsuya Komuro | Tetsuya Komuro | 4:34 |
| 3. | WOW WAR TONIGHT ~Toki ni wa Okose yo Movement~ (WOW WAR TONIGHT～時には起こせよムーヴメント～ (version CD seulement)) | Tetsuya Komuro | Tetsuya Komuro | 5:30 |
| 4. | Makenai Kokoro (Instrumental) (負けない心)                                                                            | Kenn Kato      | Tetsuya Komuro | 4:24 |
| 5. | Day by day (Instrumental)                                                                                             | Tetsuya Komuro | Tetsuya Komuro | 4:32 |

| 1. | Makenai Kokoro (負けない心) |  |

| 1. | Behind The Scene Footage     |  |
| 2. | Off Shot                     |  |
| 3. | Making-of of Previous Single |  |